# Omul greșit
The Wrong Man (cu sensul de Omul greșit) (1956) este un film de Alfred Hitchcock cu actorii Henry Fonda și Vera Miles în rolurile principale.  Filmul se bazează pe povestea adevărată a unui om nevinovat acuzat de o infracțiune, așa cum este descrisă în cartea Adevărata poveste a lui Christopher Emmanuel Ballestrero (The True Story of Christopher Emmanuel Balestrero) de Maxwell Anderson, precum și în articolul din revista Life, Un caz de identitate (A Case of Identity) (apărut în numărul din 29 iunie 1953) de Herbert Brean.
Acesta a fost unul dintre puținele filme ale lui Hitchcock bazat pe o poveste adevărată și al cărui scenariu urmează îndeaproape evenimentele din viața reală.
The Wrong Man a avut un efect notabil asupra a doi regizori semnificativi: l-a determinat pe Jean-Luc Godard să realizeze cea mai lungă piesă a criticii scrise; și a influențat filmul lui Martin Scorsese, Taxi Driver.
Filmul începe cu o apariție cameo a regizorului care prezintă filmul: Vă vorbește Alfred Hitchcock: În trecut am regizat pentru voi multe filme de suspans. Dar de data asta, aș vrea să vă prezint unul diferit. Diferența constă în faptul că acesta este o poveste adevărată, fiecare cuvânt din ea. Și totuși conține elemente care sunt mai puternice decât toată ficțiunea din multele thriller-uri pe care le-am făcut înainte.

## Prezentare
14 ianuarie 1953, spre sfârșitul nopții, o zi din viața lui Christofer Emanuel Balestrero pe care el nu o va uita niciodată.
Manny Balestrero (Fonda), un muzician la Stork Club (din New York), seamănă cu un om care a jefuit de două ori un birou de asigurări. Când Manny merge la ghișeu pentru a cere lămuriri privind o asigurare a soției sale, funcționarii sunt convinși că el este jefuitorul și alertează poliția. El este arestat după ce mai mulți martori îl identifică. De asemenea după ce scrie a doua oară textul din biletul pe care jefuitorul îl dăduse funcționarei,  oferă o nouă probă poliției: scrie greșit același cuvânt ca și jefuitorul.
Avocatul Frank O'Connor (Anthony Quayle) își propune să demonstreze că Manny nu poate fi omul potrivit pentru comiterea jafurilor: în momentul primei infracțiuni el se afla la un hotel în vacanță cu familia sa, iar la a doua spargere, dată în apropiere de Crăciun, Manny avea o falcă umflată de la o durere de dinți, lucru nesemnalat de martori în privința agresorului. Manny și soția sa Rose (Miles) îi caută pe cei trei oameni cu care Manny a jucat cărți la hotel și altfel ar furniza dovezi că nu putea fi la locul jafului. Din păcate, doi dintre aceștia au murit, iar al treilea, un boxer, nu poate fi găsit. Toate aceste fapte o devastează pe Rose, ea are o depresie ca are ca rezultat internarea sa într-un internat de boli mintale.
În timpul procesului lui Manny, un jurat, plictisit de detaliile precise ale mărturiei unui martor, face o observație care duce la anularea procesului. În timp ce Manny așteaptă îngrozit un al doilea proces judiciar, este scos de sub acuzații atunci când adevăratul hoț este arestat în timp ce încerca să jefuiască din nou un magazin alimentar. Manny o vizitează pe Rose la spital pentru a-i da vestea cea bună, în timp ce filmul se termină cu ea rămânând în aceeași stare de adâncă deprimare; dar un epilog textual explică faptul că ea și-a revenit doi ani mai târziu și că familia Balestrero s-a mutat în Florida.

## Distribuție

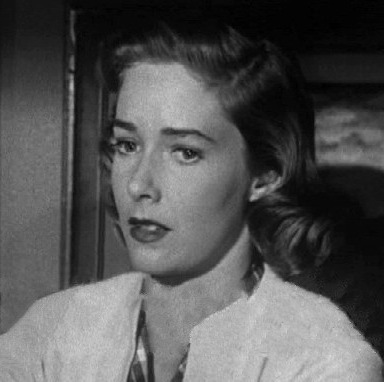
Vera Miles